# M270 MLRS
M270 MLRS (англ. Multiple Launch Rocket System, также известна как SPLL (англ. Self-Propelled Loader/Launcher)) — американская универсальная пусковая установка, использующаяся в качестве РСЗО и установки для запуска тактических ракет.
Пусковая установка смонтирована на гусеничной базе американской платформы Bradley. В кабине размещается боевой расчёт из трёх человек: командир установки, наводчик и механик-водитель.
Разработана фирмой Lockheed Martin Missiles and Fire Control Принята на вооружение сухопутных войск США в 1983 году. Также в 1980-х годах прорабатывалась возможность запуска с неё крылатых ракет AGM-137 TSSAM.

## История
Во второй половине 1960-х гг. Управление ракетных войск Армии США инициировало программу создания ракетно-артиллерийской системы залпового огня (Multiple Artillery Rocket System, сокр. MARS), в 1970-х гг. получившей название ракетной системы общевойсковой поддержки (General Support Rocket System, сокр. GSRS). На начальном этапе программы пять компаний военной промышленности представили свои аванпроекты, пять из которых было отобрано жюри конкурса весной 1976 года для дальнейшей проработки. С вышедшими в отборочный тур компаниями были заключены контракты на сумму $855 тыс. с каждой на проведение опытно-конструкторских работ и изготовление опытных прототипов. От прототипов требовалось быть простыми, неприхотливыми и надёжными машинами, обеспечивающими высокую мобильность и плотность огня. В финал конкурса прошли образцы машин компаний «Боинг» и «Воут» (обе на шасси изготовленном корпорацией «Эф-Эм-Си» на базе семейства машин «Брэдли» с четырёхтактным дизелем «Cummins» мощностью 500 л. с.), которые доставили на Абердинский испытательный полигон в штате Мэриленд для войсковых испытаний ходовых качеств машин и их надёжности методом испытаний на износ, устойчивость ракет и электроники к вибрационным и ударным нагрузкам при движении. Программа испытаний предусматривала пробег в семьсот миль на каждую машину по различным типам грунтов. Период испытаний длился до мая 1980 года, когда должен был определиться победитель. Масса ракетного комплекса по отношению к общей массе машины составляла на тот момент две трети (20 из 30 тыс. фунтов), ходовая часть обеспечивала преодоление 60-градусного подъёма, 40-градусного откоса, 90-сантиметровой стенки, двухметровой траншеи и водных препятствий метровой глубины вброд. В начале 1980 года, для соответствия требованиям международных соглашений по стандартизации в рамках стран-партнёров по НАТО, программа была переименована и получила название реактивной системы залпового огня (Multiple Launch Rocket System, сокр. MLRS). На этом этапе программа вышла за рамки национальных вооружённых сил, к ней подключились военные ведомства и компании военной промышленности Великобритании, Германии и Франции, между четырьмя странами был подписан меморандум о взаимопонимании для совместной работы и скорейшего принятия системы на вооружение уже в начале 1980-х годов.

## Модификации

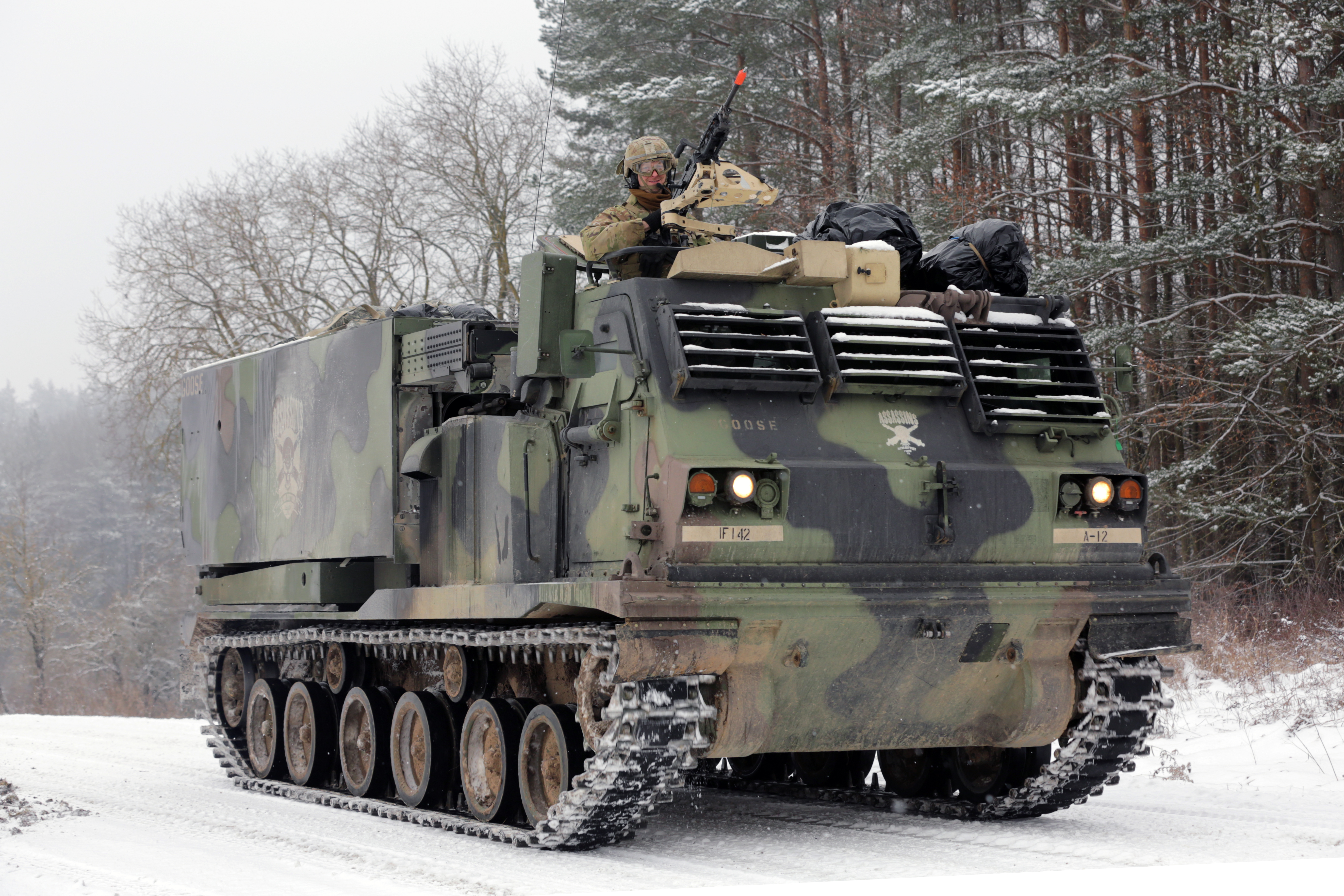
РСЗО 142-й артиллерийской бригады США в походном положении в ходе учений Combined Resolve XV на полигоне Графенвёр, 9 февраля 2021 года

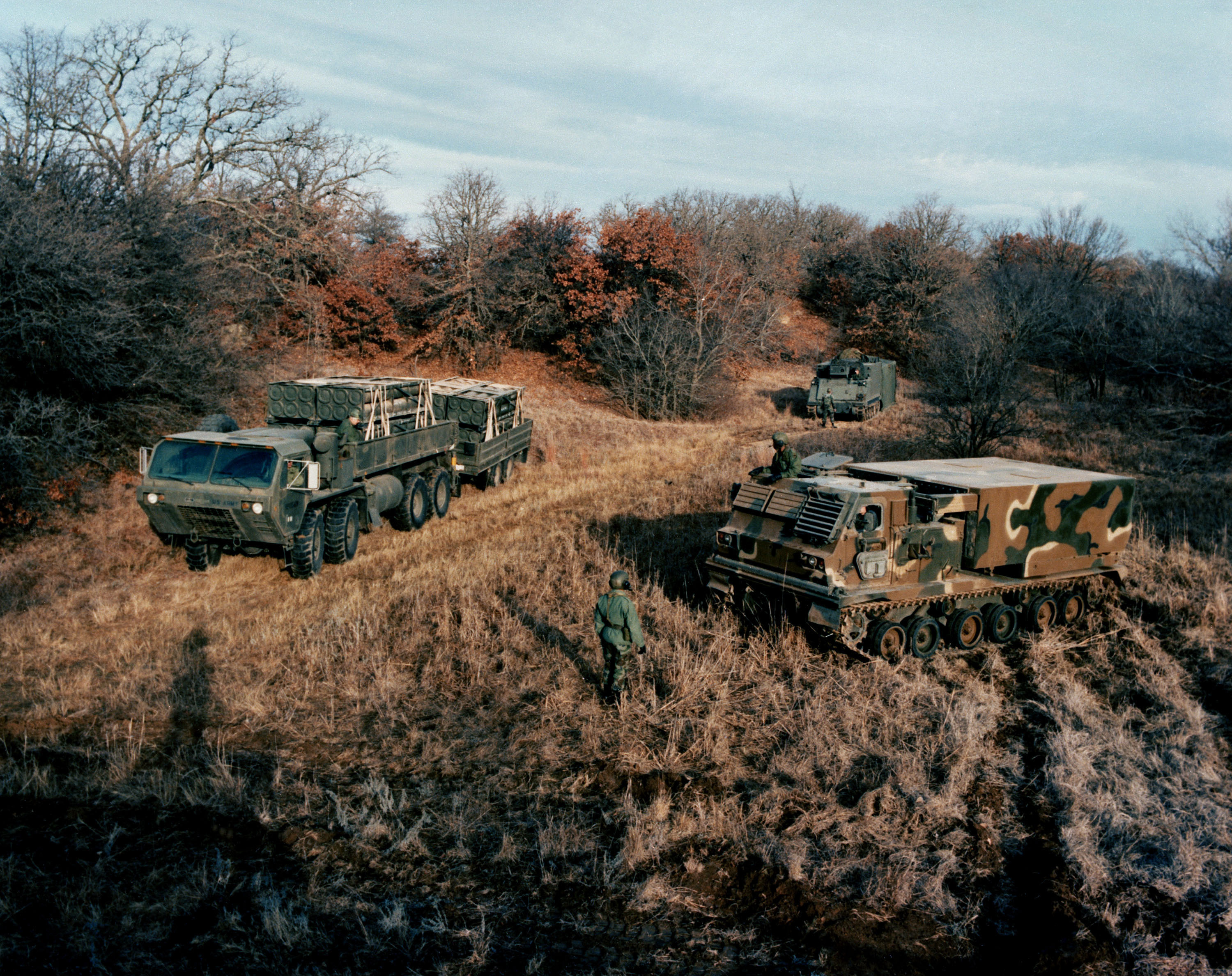
Пусковая установка M270, транспортировщик боеприпасов HEMTT и командирская машина M577

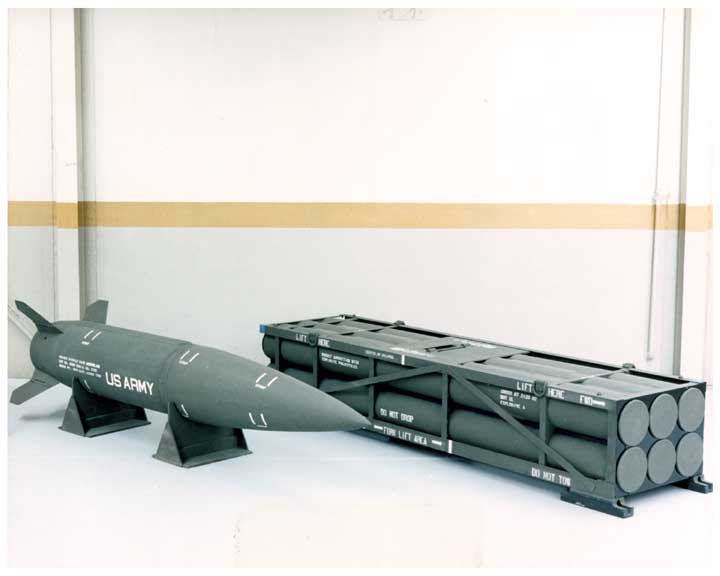
Сменный пакет 227-мм ракет MFOM и тактическая ракета MGM-140 ATACMS (слева)

- M270 (также известна как M270A0) — первоначальная версия. Серийный выпуск начался в августе 1982 года. Первая батарея сформирована в марте 1983 года (до 2000 года батареи M270 состояли из девяти пусковых установок (ПУ). Затем количество ПУ в батарее было снижено до шести)[8]. Цена ПУ M270A0 составляет 418 998 $.[9]
- M270 IPDS (IPDS — Improved Position Determining System, «Улучшенная система определения местоположения») — промежуточная модернизация небольшого количества пусковых установок для обеспечения запуска дальнобойных ракет ATACMS Block IA с целеуказанием по GPS до тех пор, пока не было произведено достаточное количество пусковых установок M270A1. IPDS включает в себя линейный сменный блок (англ. Line replaceable unit (LRU)) c встроенным GPS-приемником, 4-мегабитный электронный блок, GPS-антенну, устройство передачи данных с кабелями, и выдвижные консоли для заряжания ракет ATACMS Block IA[10]. Цена ПУ M270 IPDS составляет 510 031 $[9].
- M270A1 Модернизация парка ПУ М270 армии США до варианта М270А1 началась в 2002 году.[11] Пусковая установка выглядит идентично М270A0, но включает в себя улучшенную систему управления огнём (англ. Improved Fire Control System (IFCS) и улучшенную механическую систему запуска (англ. Improved Launcher Mechanical System (ILMS)). IFCS состоит из пяти линейных сменных блоков: пульт управления огнём (FCP), блок позиционной навигации (PNU), блок интерфейса пусковой установки (LIU), блок коммутации питания (PSU) и блок интерфейса вооружения (WIU). ILMS позволяет осуществлять наведение одновременно по азимуту и высоте, что уменьшает время наведения примерно на 85 %, и снижает время перезарядки на 40 %. Выдвижные консоли поддерживают заряжание всех боеприпасов MFOM[12] Машина имеет встроенную систему диагностики, позволяющую своевременно выявлять неисправности. Цена M270A1 составляет 622 698 $[9].
- M270B1 модернизация для британской армии, схожа с M270A1, но имеет улучшенную броню для защиты экипажа[13]. Цена ПУ M270B1 составляет 675 528 $[9].
- M270B2
- M270C1 — модернизация заключалась в замене системы управлением огнём IFCS на разработанную для HIMARS универсальную систему управления огнем (англ. Universal Fire Control System (UFCS)). В частности, до уровня M270C1 в 2009 году были модернизированы шесть ПУ M270A0 Бахрейна[14], и в 2011 году — двадцать две ПУ M270A0 Финляндии[15].
- M270D1 Модернизация парка ПУ М270 армии США до варианта М270D1 началась в 2012 году[16]. Пакет обновлений состоит из нового компьютера, устройства определения местоположения, антенны GPS, блока управления запуском, дисплеев и устройства дистанционного управления. Текущие операторы — США, Великобритания, Бахрейн и Финляндия.
- MARS2/LRU/I — европейская модернизация M270 с участием Германии, Италии и Франции. MARS2 оснащен новой системой управления огнем (EFCS — European Fire Control System), разработанной Airbus Defence and Space. EFCS позволяет стрелять ракетами M31, M31A1, M32, AT2 и 110 мм, но не кассетными M26, M26A1 и M30, чтобы обеспечить полное соответствие Конвенции по кассетным боеприпасам, которую, в отличие от США, подписали страны — участницы проекта. Цена ПУ MARS2/LRU составляет 727 528 $[9].
- M270A2 — ПУ получила общую систему управления огнем (англ. Common Fire Control System (CFCS)), одинаковую для M270 MLRS и HIMARS, а также новый двигатель, трансмиссиию, модуль пусковой установки и улучшенную бронированную кабину (англ. Improved Armored Cabs (IAC))[17], защищающую экипаж от огня стрелкового оружия и подрыва на мине. CFCS поможет MLRS стрелять боеприпасами GMLRS увеличенной дальности (до 150км). Эта модернизация началась в 2022 году.[18][19] Цена ПУ M270A2 составляет 966 589 $[9].

## Боеприпасы
Для MLRS и HIMARS существуют 2 семейства боеприпасов:

### MFOM
Боеприпасы MFOM (англ. MLRS Family of Munitions — семейство боеприпасов MLRS) включают в себя следующие типы ракет:
- М26 — 227-мм неуправляемый реактивный снаряд с кассетной головной частью (кумулятивно-осколочные субэлементы М77). Дальность стрельбы — 32 км;
  - М26А1 — 227-мм неуправляемый реактивный снаряд с кассетной головной частью (субэлементы М85) и увеличенной дальностью стрельбы (ER MLRS) до 45 км;
  - М26А2 — 227-мм неуправляемый реактивный снаряд с кассетной головной частью (кумулятивно-осколочные субэлементы М77) и увеличенной дальностью стрельбы (ER MLRS) до 45 км;
- GMLRS (англ. Guided MLRS — управляемый MLRS) — управляемый (инерциальная + GPS) реактивный снаряд. Существуют следующие модификации GMLRS:
  - M30 (США): управляемая РСЗО (GMLRS). Высокоточная ракета, дальность полёта более 60 км, стандартный заряд 404 суббоеприпаса M85.[20]
    - M30A1 (США): альтернативная боеголовка (AW) управляемой GMLRS. В отличие от M30, суббоеприпасы заменены вольфрамовыми шариками для поражения площади без риска оставления неразорвавшихся боеприпасов.[21]
    - M30A2 (США): Отличается от M30A1 ракетным двигателем, в котором применены технологии нечувствительных боеприпасов. Производится с 2019 года[22]

  - M31 (США): управляемая унитарная РСЗО. Производная от M30 с унитарной осколочно-фугасной боевой частью массой 90 кг для использования в городской и гористой местности.[23][24]
    - M31A1 (США): усовершенствованная версия M31.
    - M31A2 (США): Отличается от M30A1 ракетным двигателем, в котором применены технологии нечувствительных боеприпасов. Производится с 2020 года[22]

  - GMLRS-ER (США): версия с увеличенной до 150 км дальностью стрельбы. У ракеты увеличенный размер ракетного двигателя и хвостовое наведение, но их по-прежнему содержится по шесть штук в транспортно-пусковом контейнере. Будет поставляться в унитарном и AW вариантах. Начало производства ожидается в 2022 году.[25]
- М28 — 227-мм учебный реактивный снаряд;
- М28А1 — 227-мм учебный реактивный снаряд с уменьшенной дальностью стрельбы;
- AT-2 — 227-мм кассетный реактивный снаряд — постановщик мин.

### AFOM

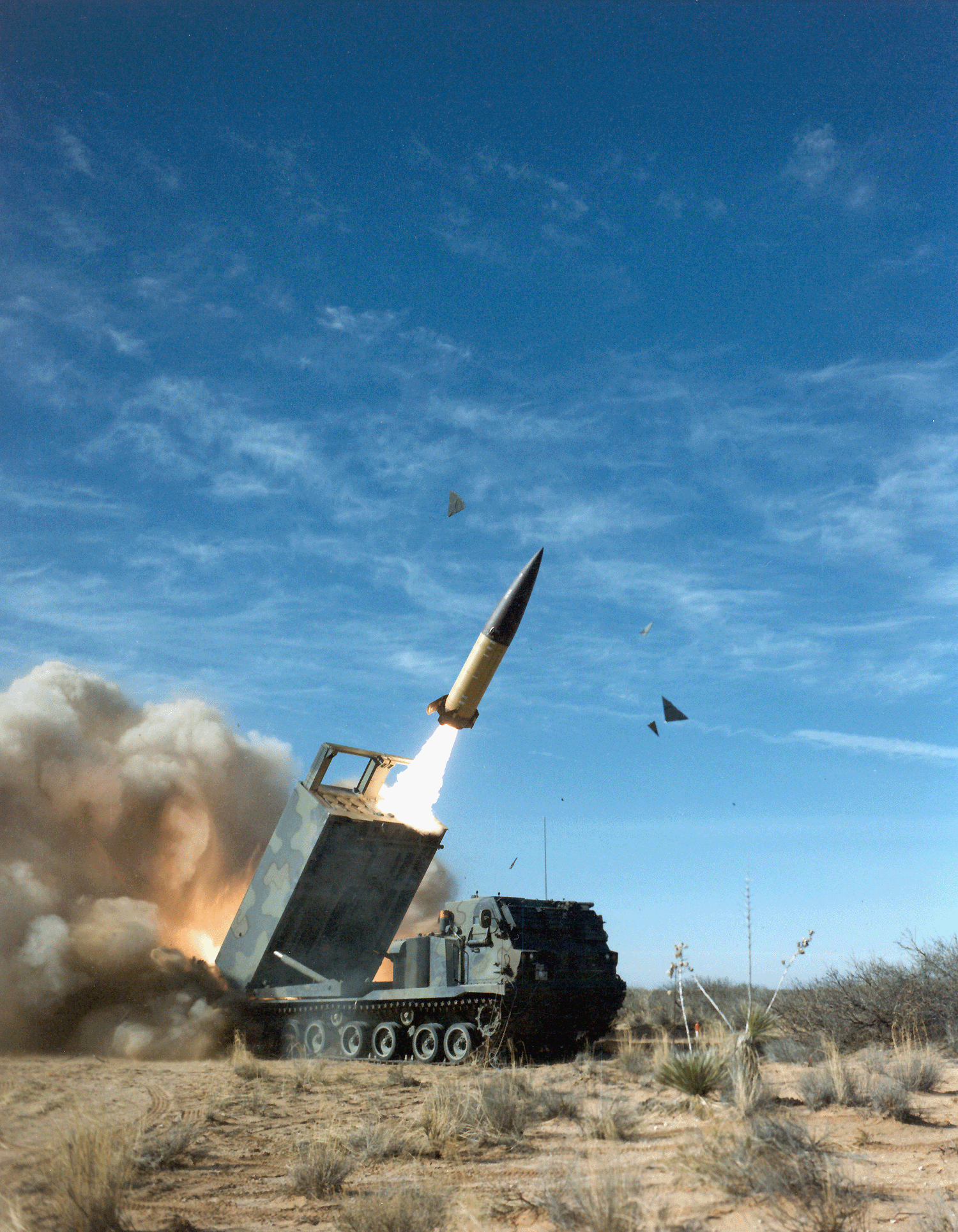
Запуск оперативно-тактической баллистической ракеты MGM-140 ATACMS

Семейство боеприпасов AFOM (англ. Army TACMS Family of Munitions — семейство боеприпасов ATACMS) включает следующие типы ракет ATACMS:
- ATACMS Block I — Тактическая ракета с кассетной головной частью на 950 боевых элементов, дальностью до 165 км и инерциальной системой управления;
- ATACMS Block IA — тактическая ракета с кассетной головной частью на 300 боевых элементов, инерциальной системой управления (СУ) сопряжённой с приёмником GPS, вертикальным конечным участком траектории[26] и дальностью стрельбы до 300 км;
- ATACMS Block IA Unitary — тактическая ракета с фугасной боевой частью (БЧ) весом 226,8 кг (500 фунтов), инерциальной системой управления (СУ) сопряжённой с приёмником GPS и дальностью стрельбы до 270 км;
- ATACMS Block II — тактическая ракета с кассетной головной частью на 13 самоприцеливающихся боевых элементов BAT и дальностью стрельбы до 140 км;
- ATACMS Block IIA — тактическая ракета с кассетной головной частью на 6 самоприцеливающихся боевых элементов BAT (улучшенной конструкции) и дальностью стрельбы до 220 км.

### LRPF
- PrSM (Precision Strike Missile) — перспективная тактическая ракета с дальностью от 60 до 499+ километров[27][28][29]

## ТТХ
- Диаметр снаряда: 227 мм
- Длина снаряда: 3960 мм

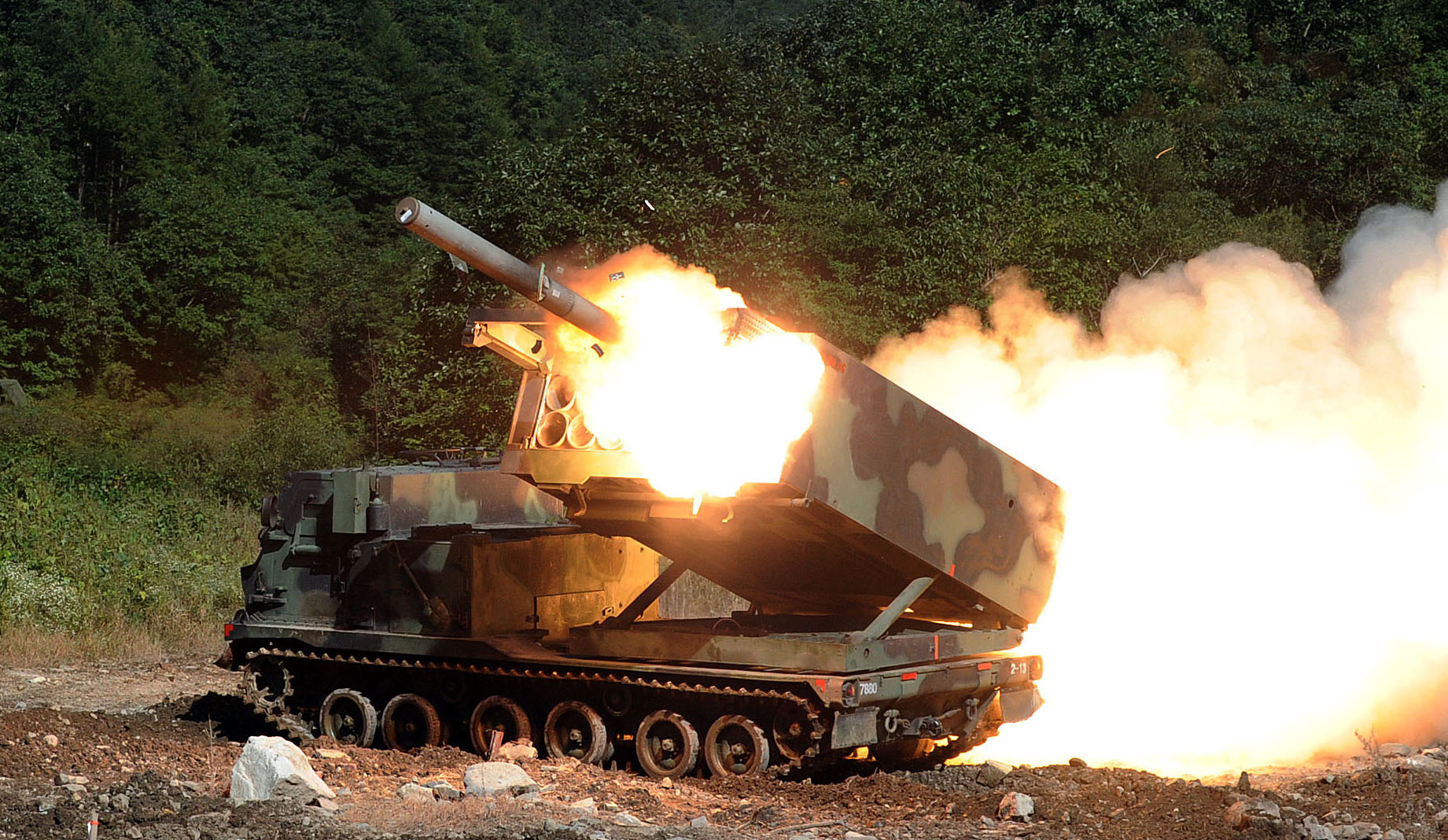
Запуск ракеты MLRS

MLRS бундесвера в транспортном положении

- Масса снаряда: 258—310 кг (в зависимости от типа БЧ)
- Масса БЧ: 107—159 кг
- Дальность стрельбы минимальная: 10 км
- Дальность стрельбы:
  - Ракетами M26A1/A2 — 45 км[30]
  - Ракетами GMLRS M30 — 70 км[30]
  - Ракетами ATACMS Block IA — 80км[30]
- Боевая машина
  - Длина: 6,9 м
  - Ширина: 2,97 м
  - Высота: 2,6 м
  - Масса БМ в боевом положении: 25 т
  - Максимальная скорость по шоссе: 65 км/ч
  - Запас хода: 500 км
  - Время подготовки БМ к стрельбе: 2 мин. (c момента занятия огневой позиции)
  - Время полного залпа (12 ракет): 60 с
- Год принятия на вооружение: 1983
- Цена: 4,0 млн $[31]

## На вооружении

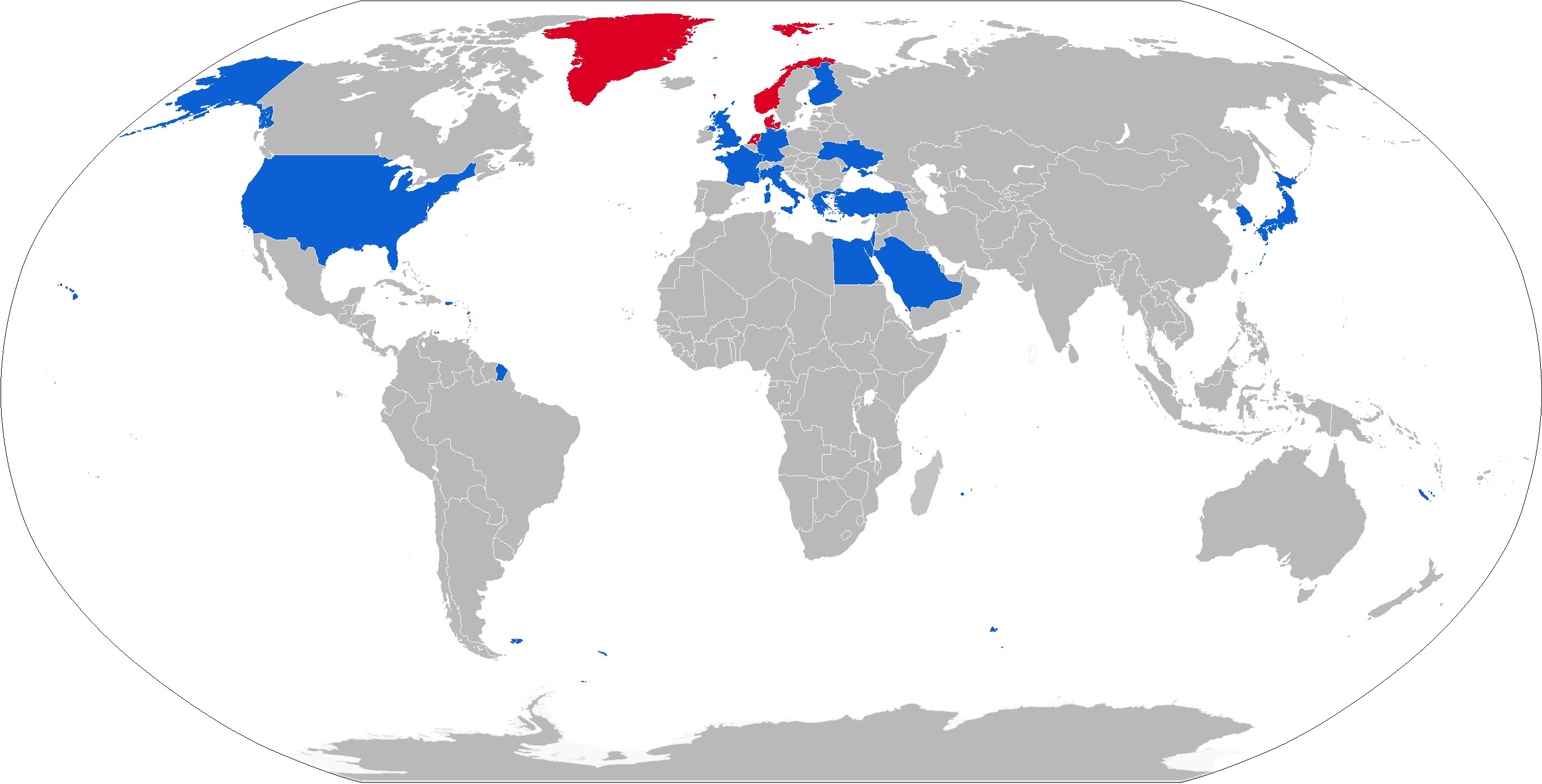
Карта операторов M270 выделена синим цветом, бывшие операторы — красным

В настоящее время состоит на вооружении армий 14 стран мира:
- Бахрейн — 9 M270 по состоянию на 2024 год[32]
- Великобритания — 29 M270B1 по состоянию на 2024 год[33]
- Германия — 38 M270 по состоянию на 2024 год[34]
- Греция — 36 M270 по состоянию на 2024 год[35]
- Египет — 26 M270 по состоянию на 2024 год[36]
- Израиль — 30 M270 на вооружении и 18 M270 на хранении по состоянию на 2024 год[37]
- Италия — 21 M270 по состоянию на 2024 год[38]
- Республика Корея — 48 M270 и 10 M270A1 по состоянию на 2024 год[39]
- США — более 226 M270A1/A2 по состоянию на 2024 год[40]
- Турция — 12 M270 по состоянию на 2024 год[41]
- Украина — 23 M270A1/B1 на 2024 год[42] (3 M270B1 от Великобритании[43][44][45], 3 M270A1 от Норвегии[46], 5 MARS2 от Германии[47][48], 2 M270A1 от Италии[49] и 4 LRU от Франции[50][51])
- Финляндия — 41 M270 по состоянию на 2024 год[52]
- Франция — 9 M270 LRU по состоянию на 2024 год[53]
- Япония — 39 M270 по состоянию на 2024 год[54]

## Боевое применение

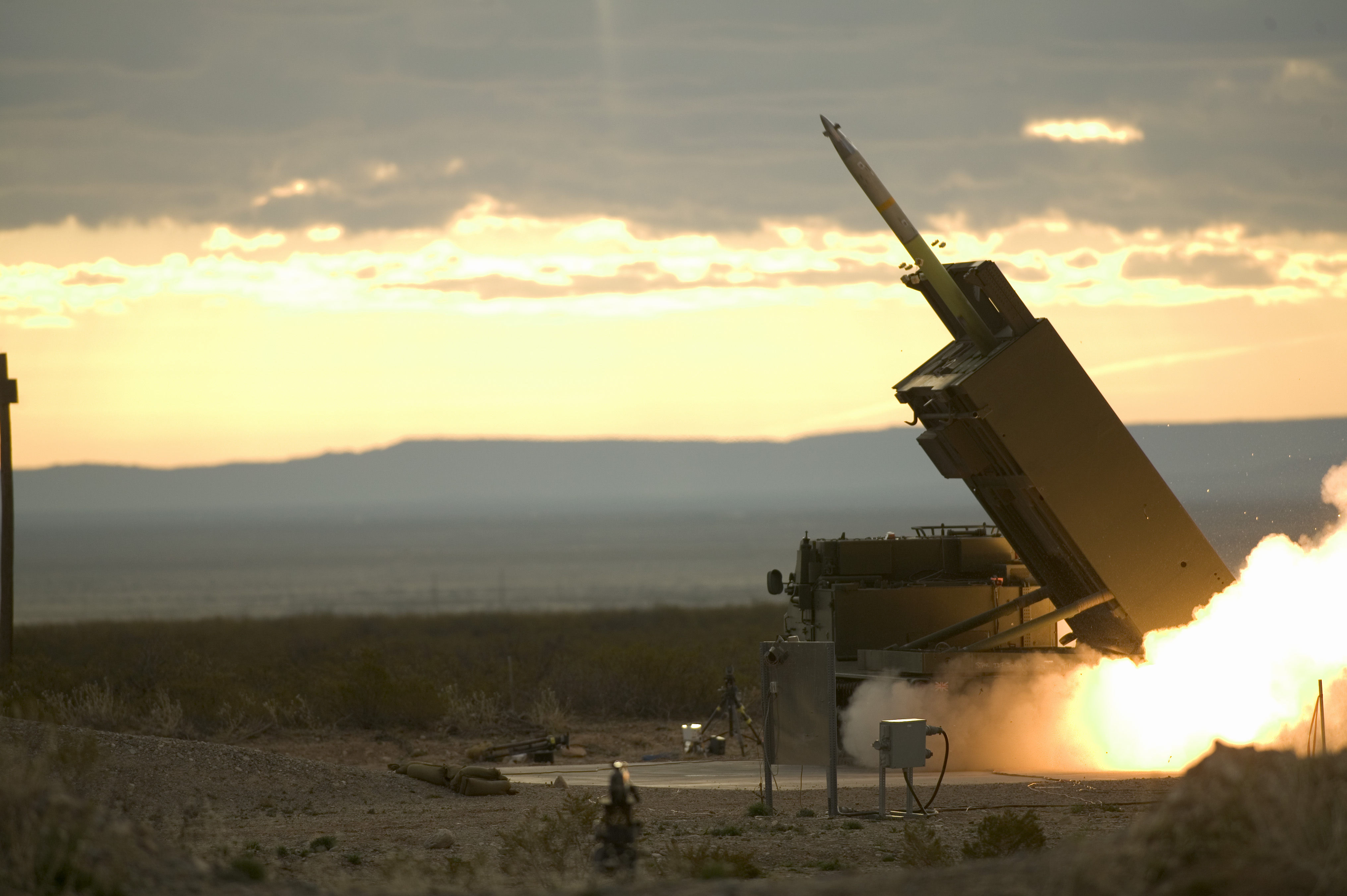
Последние контрольные испытания GMLRS накануне принятия комплекса на вооружение

### Война в Персидском заливе(1991)
M270 MLRS были использованы во время операции «Буря в пустыне» (всего по иракским целям было запущено 32 ракеты MGM-140A).

### Иракская война(2003—2011)
GMLRS активно применялись для уничтожения иракских партизан и инфраструктуры страны.

### Вторая ливанская война(2006)
M270 MLRS (называемые в АОИ «Менатэц» — «разрушитель») были использованы в войне в июле 2006 года впервые за 12 лет нахождения в строю АОИ (с 1994 года). В результате использования РСЗО M270 были уничтожены десятки ракетных установок и десятки боевиков движения «Хезболла», а также погибли около 24 гражданских жителей, часть из которых погибли от оставшихся с войны неразорвавшихся бомб из кассетных боеприпасов M270. Использование РСЗО и его последствия вызвали критику во всем мире. Вследствие критики, начальник генштаба Дан Халуц отрицал, что отдал приказ применять РСЗО вблизи населённых пунктов, и назначил комиссию для проверки возможного отдании приказа на нижних командных уровнях. В этой же войне впервые были применены т. н. «ракеты с корректировкой траектории» израильской разработки, которыми в настоящее время в АОИ заменяют стандартные кассетные боеприпасы для M270.

### Вторжение России на Украину
По состоянию на 14 июля 2022 года ВСУ использовали M270 и HIMARS для уничтожения около 20 крупных складов с артиллерийскими боеприпасами в глубине территории, контролируемой российскими военными (40-80 километрах от линии фронта).